# داماریسکوتا (مین)
داماریسکوتا(به انگلیسی: Damariscotta) شهری در ایالت مین کشور ایالات متحده آمریکا است که جمعیت آن در سرشماری سال ۲۰۱۰ میلادی، ۱٬۱۴۲ نفر بوده‌است.

## نگارخانه

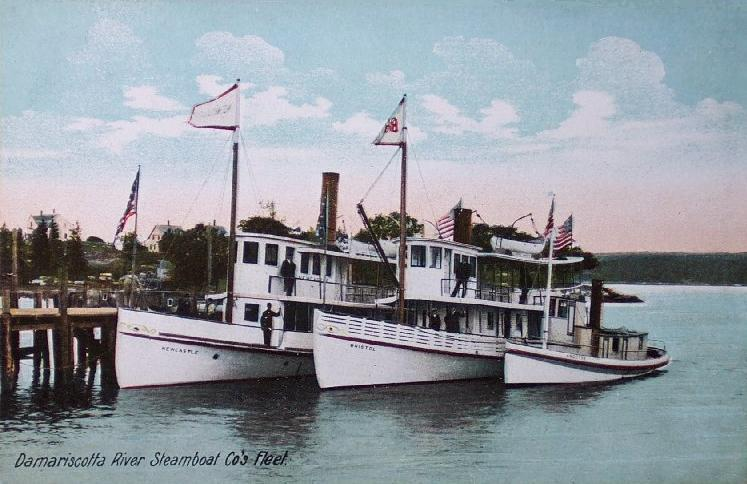
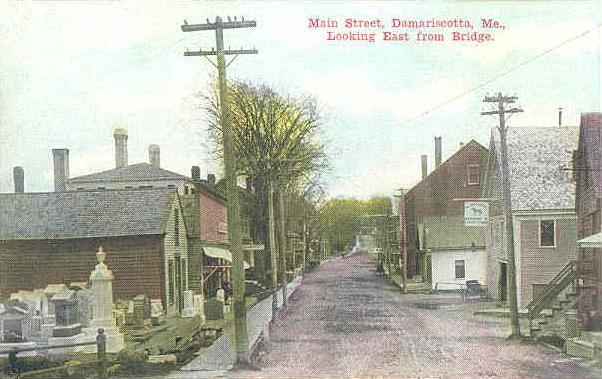
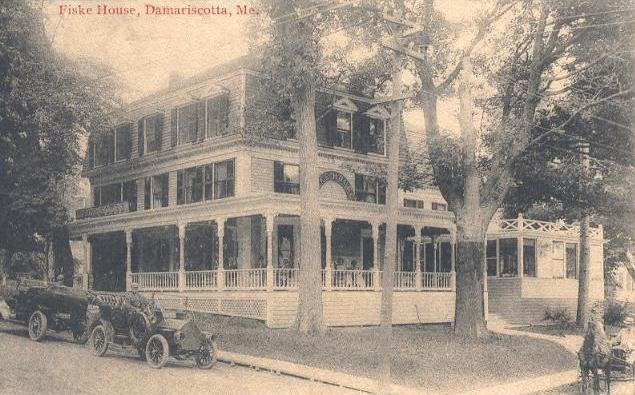